# 許基宏
許基宏（1992年7月22日—），為台灣棒球選手，目前效立於中華職棒中信兄弟，守備位置為一壘手，可兼三壘手。

## 早年
許基宏出生於高雄市，來自左營。父母皆運動員出身：母親張懿文為前排球選手，2015年出任高苑工商副校長；父親許順發為前手球選手，任教於高苑工商。他有一名弟弟許吉仁亦為棒球員，畢業於開南大學。基督教家庭出身，他於大三時受洗為基督徒。
許基宏從小接受正式棒球訓練，就讀壽天國小、橋頭國中、高苑工商。他為壽天國小第一屆棒球隊成員，並參加2004年世界少棒錦標賽。
大四時期接替劉時豪的第四棒位子，並成為國家隊重點培訓球員，也參加過數次國際賽。
- 台灣體育大學台中校區棒球隊（富邦公牛）
- 國立臺灣體育運動大學棒球隊（富邦公牛）
- 中華職棒兄弟二軍借將
- 台灣電力棒球隊

## 職業生涯
許基宏2014年時參加季中選秀，受中信兄弟第二指名，後以300萬新台幣簽約金加入中信兄弟。他選擇「74」作為背號：「7」代表上帝制定一週7天，「4」代表一家四口。
2014年加入中華職棒後升上一軍短短一個月多，就擊出四支全壘打，成為當時火力薄弱的中信兄弟重要攻擊救星。2015年時，受到當時韓國職棒耐克森英雄隊朴炳鎬的啟發，訂下高難度的50轟目標，也就是後來「五十基」綽號的由來。
2015年6月11日於新莊球場面對義大犀牛洋投何南德（Gaby Hernandez）敲出左外野方向全壘打，回本壘時不慎漏踩，遭促請裁決，最後依棒球規則改判為三壘安打，且出局、得分也不算，此為中華職棒史上首次全壘打後的促請裁決，也是生涯首次的三壘安打。後來有網友順勢製作「零分全壘打」T恤，本人也在宿舍門口放本壘板，以為自嘲，球團數日後推出「I MISS HOME」（好想家）雙關語T恤，做為事件行銷。
2015年7月22日至8月14日連續九場兩安打以上追平中華職棒紀錄。2015年季後獲得新人王。
2016年4月1日於洲際球場出戰統一7-ELEVEn獅的比賽，面對林家瑋時一棒將小白球打向右外野形成全壘打，將某張座椅打裂，場方後來決定不修，並進行簡單的簽名儀式。
2018年季後，他在球團安排下，參加澳洲職棒賽事，加入布里斯本俠盜。
2020年季後獲得中華職棒金手套獎（一壘手）。
2022年5月24日，於臺東球場對戰樂天桃猿隊，十一局下半一出局從王躍霖手中擊出兩分打點再見全壘打，為個人生涯第一支再見全壘打。（臺東球場首支再見全壘打，上一支全壘打為2007年6月16日高志綱對栗田雄介擊出）
2022年7月25日，中信兄弟球隊巴士在新營服務區稍作停留休息後，沒發現下車購物的許基宏還未返回車上便直接發車離開，所幸當時富邦悍將隊巴也在此處停留，於是就順路將許基宏載到國道一號南下285.1公里處的路肩「交接」給中信兄弟隊巴；此事件被球迷嘲笑下車買吃的遭球隊發動球員交易，兩隊的隊巴被國道公路警察局以「未依規定使用路肩」及「行駛高速公路上下乘客」開出罰單。兄弟球團因此向許基宏及社會大眾兩度致歉，表示將再加強球隊管理。
2025年5月16日於臺中洲際棒球場對戰樂天桃猿，九局下半面對陳柏豪擊出右外野方向陽春全壘打，達成生涯百轟里程碑。
2025年6月7日於新北市立新莊棒球場對戰富邦悍將，四局上半達成生涯首次單場三響砲，加上6月6日對戰富邦悍將的最後一打席全壘打，成為中職史上第二位跨場連四打席全壘打的球員。

## 成棒國手經歷
- 2013年東亞運動會棒球比賽中華隊
- 2017年世界棒球經典賽中華隊

## 職棒生涯成績

### 中華職棒
- (粗黑體字為該年度最佳或最高成績)

| 年度 | 球隊     | 出賽 | 打數 | 安打 | 全壘打 | 打點 | 得分 | 盜壘 | 四死 | 被三振 | 壘打數 | 雙殺打 | 打擊率 | 上壘率 | 長打率 | 整體攻擊指數 |
| ---- | -------- | ---- | ---- | ---- | ------ | ---- | ---- | ---- | ---- | ------ | ------ | ------ | ------ | ------ | ------ | ------------ |
| 2014 | 中信兄弟 | 21   | 62   | 18   | 4      | 14   | 11   | 0    | 15   | 17     | 35     | 2      | 0.290  | 0.429  | 0.565  | 0.994        |
| 2015 | 中信兄弟 | 87   | 260  | 83   | 13     | 56   | 54   | 2    | 56   | 76     | 139    | 2      | 0.319  | 0.432  | 0.535  | 0.967        |
| 2016 | 中信兄弟 | 78   | 267  | 95   | 15     | 62   | 56   | 1    | 52   | 69     | 161    | 7      | 0.356  | 0.457  | 0.603  | 1.060        |
| 2017 | 中信兄弟 | 35   | 112  | 21   | 11     | 22   | 17   | 0    | 12   | 48     | 56     | 3      | 0.188  | 0.262  | 0.500  | 0.762        |
| 2018 | 中信兄弟 | 23   | 47   | 9    | 1      | 4    | 7    | 0    | 15   | 19     | 16     | 0      | 0.191  | 0.387  | 0.340  | 0.727        |
| 2019 | 中信兄弟 | 14   | 33   | 5    | 0      | 3    | 2    | 0    | 7    | 9      | 7      | 0      | 0.152  | 0.300  | 0.212  | 0.512        |
| 2020 | 中信兄弟 | 105  | 351  | 113  | 19     | 65   | 64   | 1    | 42   | 82     | 195    | 12     | 0.322  | 0.392  | 0.556  | 0.948        |
| 2021 | 中信兄弟 | 120  | 449  | 130  | 14     | 68   | 64   | 10   | 60   | 94     | 210    | 9      | 0.290  | 0.368  | 0.468  | 0.836        |
| 2022 | 中信兄弟 | 105  | 349  | 100  | 6      | 49   | 52   | 11   | 69   | 61     | 142    | 11     | 0.287  | 0.399  | 0.407  | 0.806        |
| 2023 | 中信兄弟 | 63   | 198  | 49   | 5      | 26   | 16   | 2    | 32   | 44     | 70     | 3      | 0.247  | 0.349  | 0.354  | 0.703        |
| 2024 | 中信兄弟 | 102  | 332  | 100  | 9      | 62   | 53   | 4    | 42   | 73     | 148    | 5      | 0.301  | 0.368  | 0.446  | 0.814        |
| 合計 | 11年     | 753  | 2460 | 723  | 97     | 431  | 396  | 31   | 402  | 592    | 1179   | 54     | 0.294  | 0.388  | 0.479  | 0.867        |

## 外部連結
- 許基宏的Facebook專頁
- 許基宏的Instagram帳戶
- 許基宏在台灣棒球維基館上的頁面（繁體中文）
- 許基宏在美國職棒官網（英语）
- 許基宏在中華職棒官網
- 許基宏在Baseball-Reference.com（小聯盟以及海外聯盟）（英语）

| 獎項          | 獎項                                   | 獎項          |
| ------------- | -------------------------------------- | ------------- |
| 前任： 藍寅倫 | 中華職棒年度新人王 2015年              | 繼任： 王柏融 |
| 前任： 陳俊秀 | 中華職棒金手套獎（一壘手） 2020-2021年 | 繼任： 范國宸 |